# Vanessa Zips

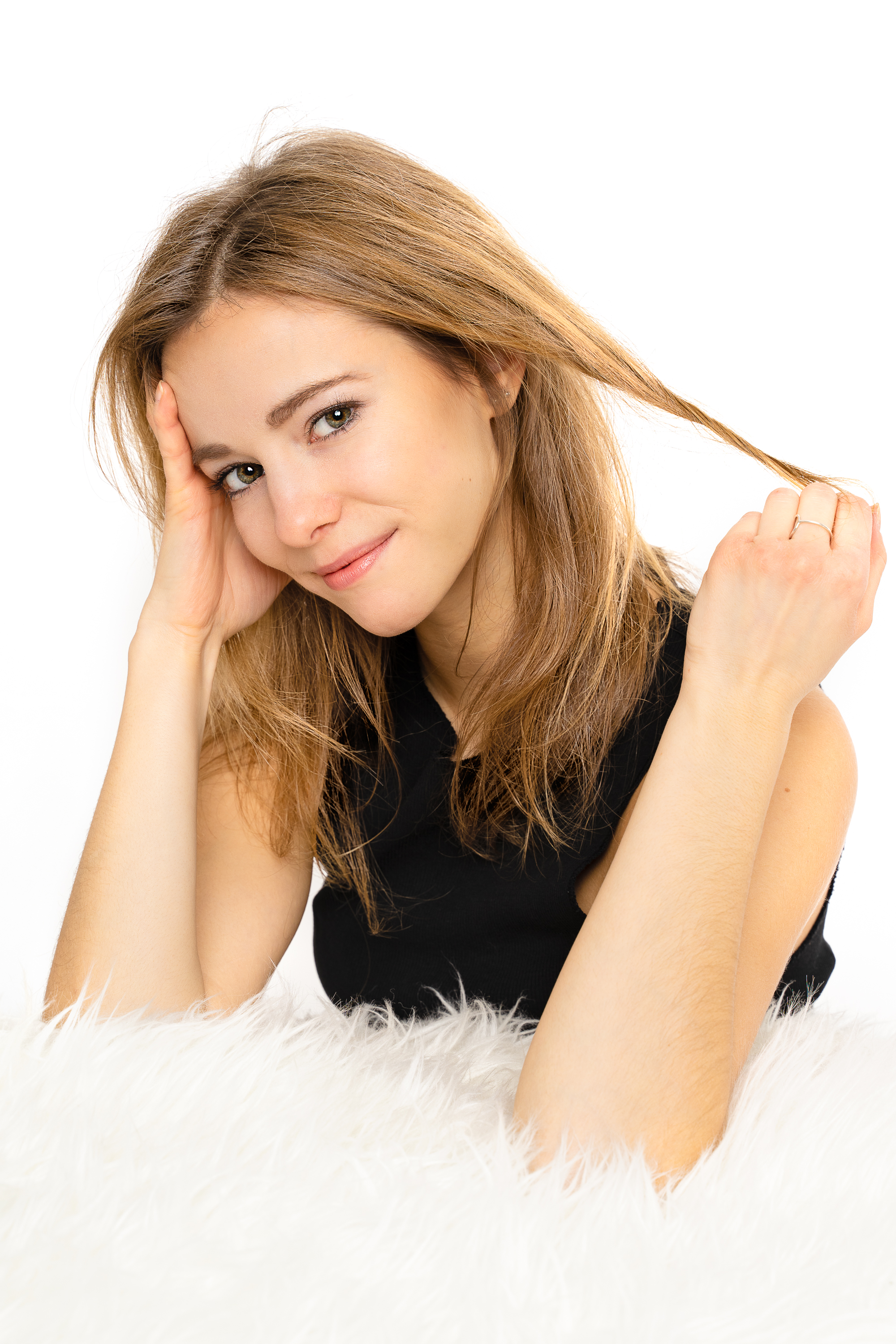
Vanessa Zips

Vanessa Zips (* 1995) ist eine österreichische Sängerin und Musicaldarstellerin.
Vanessa Zips steht seit ihrem 7. Lebensjahr auf der Bühne. Ab 2005 war sie Mitglied des Kinderchors der Wiener Volksoper und ab 2013 im Jugendchor der Wiener Volksoper.
Zips gastierte in Opern-, Operetten- und Musical-Produktionen u. a. im Ronacher, am Stadttheater Baden, bei der Oper im Steinbruch St. Margarethen und in der Sommerarena Baden. 2016 wirkte sie beim Operettensommer Kufstein mit.  Im Frühjahr 2016 und 2017 war sie als Chava im Musical Anatevka in der Volksoper zu sehen. In der Spielzeit 2017/18 stand sie dann in der Wiener Volksoper als Liesel in The Sound of Music und als Clara in Vivaldi – Die fünfte Jahreszeit auf der Bühne.
Im Oktober 2018 verkörperte sie die Titelrolle Heidi in der Uraufführung von Heidi – Das Musical von Michael Schanze und Hans Dieter Schreeb; die Rolle erhielt sie nach einem Casting mit mehr als 100 Bewerberinnen.

## Rollen
- 2013: Volksoper Wien: Albert Herring (Emmy)
- 2014: Volksoper Wien: Feuersnot (Ein Mädchen)
- 3. November 2014 und 9. März 2015: Ronacher: Estelle – Aus dem Leben eines Superstars von Florian Angerer & Helmut Karmann (Estelle la Cruz/Jenny)
- 2015: Stadttheater Baden: Das Lächeln einer Sommernacht (Frederika Armfeldt, Désirées Tochter)
- 2015: Oper im Steinbruch St. Margarethen: Tosca (Hirtenknabe)
- 2015: Sommerarena Baden: Der fidele Bauer (Klein Annamirl, Stubenmadel Theresa)
- 2016/2017: Volksoper Wien: Anatevka (Chava)
- 2016: Operettensommer Kufstein: The Sound of Music (Liesel)
- 2017: Volksoper Wien: Pinocchio von Pierangelo Valtinoni (Colombina/Schnecke)
- 2018: Volksoper Wien: The Sound of Music (Liesel)
- 2017/2018: Volksoper Wien: Vivaldi – Die fünfte Jahreszeit (Clara)
- 2018: Museumsquartier Wien: Heidi – Das Musical (Heidi)